# Mario Elie
Mario Antoine Elie (New York, 26 novembre 1963) è un ex cestista e allenatore di pallacanestro statunitense, professionista nella NBA.

## Carriera
Nel 1990-91 Elie entrò nella NBA giocando tre partite con i Philadelphia 76ers, con un contratto di 10 giorni. Giocò il resto della stagione nei Golden State Warriors, dove rimase fino alla stagione 1991-92. Giocò la stagione 1992-93 con i Portland Trail Blazers prima di essere ceduto agli Houston Rockets.
Con i Rockets, Elie vinse due titoli NBA consecutivi: 1994 e 1995, realizzando molti tiri da tre punti decisivi, che gli valsero i soprannomi di Super Mario e Junkyard Dog.
Nel 1995, in gara-7 delle semifinali della Western Conference contro i Phoenix Suns, segnò la tripla che fissò il punteggio sul 113-110 e che decise la partita in favore dei Rockets. Questo tiro è stato chiamato dai fan dei Rockets the Kiss of Death (Il bacio della morte), poiché, dopo aver segnato il tiro, Elie si rivolse verso la panchina degli avversari mandando loro un bacio.
Elie ebbe un ruolo fondamentale per i Rockets, partendo dalla panchina per poi diventare titolare nelle Finali NBA del 1995. Il suo contributo fu straordinario, segnando 16,3 punti a partita, quasi il doppio rispetto alla media punti tenuta in regular season, tirando con il 64% dal campo e segnando 8 triple su 14 (57,1%).
Elie giocò con i Rockets fino alla stagione 1997-98, quando da free agent firmò con i San Antonio Spurs. Nel 1999 vinse il suo terzo titolo NBA con gli Spurs.
Dopo aver giocato due stagioni con i San Antonio Spurs e la stagione 2000-01 con i Phoenix Suns, Elie decise di ritirarsi, finendo con 6,265 punti segnati in 732 partite giocate.
Nel 2007 è stato introdotto nella New York Basketball Hall of Fame.

## Statistiche

### NBA

#### Regular Season
| Anno       | Squadra             | PG  | PT  | MP   | TC%  | 3P%  | TL%  | RP  | AP  | PRP | SP  | PP   |
| ---------- | ------------------- | --- | --- | ---- | ---- | ---- | ---- | --- | --- | --- | --- | ---- |
| 1990-1991  | Philadelphia 76ers  | 3   | 0   | 6,7  | 28,6 | 50,0 | 50,0 | 0,3 | 0,3 | 0,0 | 0,0 | 2,0  |
| 1990-1991  | G.S. Warriors       | 30  | 0   | 20,8 | 50,7 | 37,5 | 85,1 | 3,6 | 1,5 | 0,6 | 0,3 | 7,7  |
| 1991-1992  | G.S. Warriors       | 79  | 32  | 21,2 | 52,1 | 32,9 | 85,2 | 2,9 | 2,2 | 0,9 | 0,2 | 7,8  |
| 1992-1993  | Portland T. Blazers | 82  | 7   | 21,4 | 45,8 | 34,9 | 85,5 | 2,6 | 2,2 | 0,9 | 0,2 | 8,6  |
| 1993-1994† | Houston Rockets     | 67  | 8   | 24,0 | 44,6 | 33,5 | 86,0 | 2,7 | 3,1 | 0,7 | 0,1 | 9,3  |
| 1994-1995† | Houston Rockets     | 81  | 13  | 23,4 | 49,9 | 39,8 | 84,2 | 2,4 | 2,3 | 0,8 | 0,1 | 8,8  |
| 1995-1996  | Houston Rockets     | 45  | 16  | 30,8 | 50,4 | 32,3 | 85,2 | 3,4 | 3,1 | 1,0 | 0,2 | 11,1 |
| 1996-1997  | Houston Rockets     | 78  | 77  | 34,4 | 49,7 | 42,0 | 89,6 | 3,0 | 4,0 | 1,2 | 0,2 | 11,7 |
| 1997-1998  | Houston Rockets     | 73  | 59  | 27,2 | 45,2 | 29,1 | 83,3 | 2,1 | 3,0 | 1,1 | 0,1 | 8,4  |
| 1998-1999† | San Antonio Spurs   | 47  | 37  | 27,5 | 47,1 | 37,4 | 86,6 | 2,9 | 1,9 | 1,0 | 0,3 | 9,7  |
| 1999-2000  | San Antonio Spurs   | 79  | 79  | 28,1 | 42,7 | 39,8 | 84,6 | 3,2 | 2,4 | 0,9 | 0,1 | 7,5  |
| 2000-2001  | Phoenix Suns        | 68  | 67  | 22,1 | 42,3 | 36,0 | 79,7 | 2,3 | 1,9 | 0,9 | 0,2 | 4,4  |
| Carriera   | Carriera            | 732 | 395 | 25,5 | 47,3 | 36,5 | 85,4 | 2,8 | 2,6 | 0,9 | 0,2 | 8,6  |

#### Playoffs
| Anno     | Squadra             | PG  | PT | MP   | TC%  | 3P%  | TL%  | RP  | AP  | PRP | SP  | PP   |
| -------- | ------------------- | --- | -- | ---- | ---- | ---- | ---- | --- | --- | --- | --- | ---- |
| 1991     | G.S. Warriors       | 9   | 7  | 21,9 | 50,0 | 100  | 84,4 | 3,6 | 1,4 | 0,6 | 0,1 | 9,3  |
| 1992     | G.S. Warriors       | 4   | 2  | 20,0 | 63,9 | 100  | 66,7 | 5,5 | 2,5 | 1,3 | 0,0 | 12,5 |
| 1993     | Portland T. Blazers | 4   | 0  | 13,0 | 50,0 | 100  | 88,9 | 1,5 | 1,0 | 0,5 | 0,3 | 5,0  |
| 1994†    | Houston Rockets     | 23  | 0  | 16,6 | 39,6 | 31,3 | 85,1 | 1,7 | 1,7 | 0,3 | 0,1 | 5,8  |
| 1995†    | Houston Rockets     | 22  | 6  | 28,9 | 50,4 | 43,1 | 79,5 | 2,8 | 2,5 | 1,0 | 0,0 | 9,1  |
| 1996     | Houston Rockets     | 8   | 0  | 29,1 | 43,9 | 37,5 | 91,7 | 2,8 | 1,8 | 0,9 | 0,4 | 9,8  |
| 1997     | Houston Rockets     | 16  | 16 | 37,4 | 46,6 | 40,0 | 83,9 | 3,5 | 3,8 | 0,9 | 0,3 | 11,5 |
| 1998     | Houston Rockets     | 5   | 1  | 26,6 | 44,4 | 33,3 | 66,7 | 2,6 | 1,2 | 0,4 | 0,0 | 6,6  |
| 1999†    | San Antonio Spurs   | 17  | 17 | 30,9 | 38,4 | 26,7 | 83,7 | 3,5 | 2,9 | 1,3 | 0,1 | 7,9  |
| 2000     | San Antonio Spurs   | 4   | 4  | 28,8 | 27,3 | 14,3 | 94,4 | 4,3 | 1,8 | 1,3 | 0,0 | 7,5  |
| 2001     | Phoenix Suns        | 4   | 4  | 25,8 | 45,2 | 15,4 | 75,0 | 3,3 | 1,8 | 0,8 | 0,3 | 9,0  |
| Carriera | Carriera            | 116 | 57 | 26,3 | 45,2 | 36,7 | 83,6 | 2,9 | 2,3 | 0,8 | 0,1 | 8,5  |

## Palmares

### Squadra
- Coppa di Portogallo: 1

Ovarense: 1989
- Campione WBL (1990)
- Campionato NBA: 3

Houston Rockets: 1994, 1995
San Antonio Spurs: 1999

### Individuale
- All-WBL Team (1990)
- All-CBA First Team (1991)